# Política da República Árabe Saarauí Democrática
A política da República Árabe Saarauí Democrática refere-se à política da proclamada República Árabe Saarauí Democrática pela Frente Polisário, um país no Norte da África com reconhecimento limitado por outros Estados, controlando partes da região do Saara Ocidental.
A República Árabe Saarauí Democrática reivindica todo o Saara Ocidental, um território que é atualmente administrado por Marrocos como Províncias do Sul. A RASD controla parte do território, chamada Zona Franca. Seu governo fica em Tindouf, Argélia.
De acordo com sua constituição, a República Árabe Saarauí Democrática (RASD) é uma forma de Estado de partido único, desde que não esteja no controle de seu território. A organização que apoia a república é a Frente Polisário, a Frente Popular para a Libertação de Saguia el-Hamra e Río de Oro (Frente Popular de Liberación de Saguía el Hamra y Río de Oro), mas declarou que se transformará em um partido político normal entre outros, ou se dividirá em vários partidos na eventualidade de um Saara Ocidental independente.